# Inre-Hundtjärnen
Inre-Hundtjärnen är en sjö i Umeå kommun i Västerbotten och ingår i Sävaråns huvudavrinningsområde.